# Природные арсенаты
Природные арсенаты — арсенаты, соли ортомышьяковой кислоты с различными катионами (Ca, Mg, Cu, Pb, Ni, Co, Fe), встречающиеся в виде минералов (около 120 видов).
Различают простые и двойные, а также безводные (миметезит, оливенит) и водные (аннабергит, эритрин, скородит) природные арсенаты. Образуются в ходе экзогенных процессов в зоне окисления сульфидных месторождений в виде корочек, налетов и т. п. Многие природные арсенаты — индикаторы кобальтовых, никелевых, урановых, свинцовых руд. Некоторые арсенаты и сами используются как руды различных металлов. Как и все прочие соединения мышьяка, арсенаты ядовиты.